# Stuart Dougal
Stuart Dougal (født 6. november 1962) er en tidligere skotsk fodbolddommer fra Glasgow. Han startede som dommer i 1986 efter et skøjte-uheld, der var skyld i at han måtte stoppe som fodboldspiller. Han blev FIFA-dommer i 1996 og dømte internationale kampe frem til 2007, hvor han faldt for aldersgrænsen på 45 år for internationale dommere.

## Karriere
Dougal dømte en kamp mellem Norge og Brasilien den 16. august 2006. Han har også dømt kampe mellem Celtic og Rangers otte gange. På de otte gange uddelte han 43 gule kort og tre røde kort.

### Kampe med danske hold
- Den 10. november 2011: Venskabskamp: Danmark – Holland 1-1.
- Den 15. december 2005: Gruppespil i UEFA Cuppen: Palermo – Brøndby IF 3-0.